# ولاس واتلز
والاس ديلوا واتلز (بالإنجليزية: Wallace Wattles)‏؛ (/ˈwɑːtəlz/؛ 1860-7 فبراير 1911) هو كاتب وفيلسوف أمريكي متخصص بالفكر الجديد، من ابرز كتبه هو كتاب «علم الثراء جذب النجاح المالي من خلال التفكير الإبداعي» الذي صدر عام 1910، والذي يشرح فيه كيف يصبح الشخص ثريًا.